# Victor Estrella Burgos
Victor Estrella Burgos (Santiago, 1980. augusztus 2. –) dominikai hivatásos teniszező. Az első dominikai teniszező, aki ATP tornát tudott nyerni, illetve hazája első játékosa aki az ATP világranglistán top 50-be került.  Karrierje során 3 ATP tornán diadalmaskodott, 2015-ben, 2016-ban és 2017-ben az Ecuador Openen Quitóban. 2015-ös győzelmével az "open éra" legidősebb első tornagyőztese lett. Estrella Burgos zsinórban háromszor nyerte meg a férfi egyes teniszversenyt a Közép Amerikai és Karibi Játékokon (2010, 2014 és 2018).

## ATP-döntői

### Egyéni

#### Győzelmei (3)
| Összesítés                                            | Összesítés |
| ----------------------------------------------------- | ---------- |
| Grand Slam-torna                                      | (0)        |
| ATP World Tour Masters 1000 / ATP Masters Series      | (0)        |
| ATP World Tour 500 Series / International Series Gold | (0)        |
| ATP World Tour 250 Series / International Series      | (3)        |
| ATP World Tour Finals / Tennis Masters Cup            | (0)        |

|   | Dátum             | Torna               | Borítás | Ellenfél a döntőben | Eredmény a döntőben |
| 1 | 2015. február 8.  | Ecuador Open, Quito | Salak   | Feliciano López     | 6-2, 6-7(5), 7-6(5) |
| 2 | 2016. február 7.  | Ecuador Open, Quito | Salak   | Thomaz Bellucci     | 4-6, 7-6(5), 6-2    |
| 3 | 2017. február 12. | Ecuador Open, Quito | Salak   | Paolo Lorenzi       | 6-7(2), 7-5, 7-6(6) |

### Páros

#### Elvesztett döntői (2)
|   | Dátum             | Torna                                                        | Borítás | Partner           | Ellenfelek a döntőben                | Eredmény a döntőben |
| 1 | 2015. február 8.  | Ecuador Open, Quito                                          | Salak   | Joao Souza        | Gero Kretschmer / Alexander Satschko | 5–7, 6–7(3)         |
| 2 | 2016. április 10. | Fayez Sarofim & Co US Men's Clay Court Championship, Houston | Salak   | Santiago Gonzalez | Bob Bryan / Mike Bryan               | 6–4, 3–6, [8–10]    |

## Eredményei Grand Slam-tornákon
| Grand Slam | Australian Open | Australian Open | Roland Garros | Roland Garros       | Wimbledon     | Wimbledon          | US Open       | US Open         |
| Év         | Eredmény        | Utolsó ellenfél | Eredmény      | Utolsó ellenfél     | Eredmény      | Utolsó ellenfél    | Eredmény      | Utolsó ellenfél |
| 2008       | –               | –               | –             | –                   | –             | –                  | Selejtező (2) | Selejtező (2)   |
| 2009       | –               | –               | Selejtező (1) | Selejtező (1)       | Selejtező (1) | Selejtező (1)      | Selejtező (2) | Selejtező (2)   |
| 2010       | –               | –               | –             | –                   | –             | –                  | –             | –               |
| 2011       | –               | –               | Selejtező (1) | Selejtező (1)       | Selejtező (1) | Selejtező (1)      | Selejtező (1) | Selejtező (1)   |
| 2012       | –               | –               | Selejtező (1) | Selejtező (1)       | –             | –                  | Selejtező (1) | Selejtező (1)   |
| 2013       | –               | –               | –             | –                   | Selejtező (1) | Selejtező (1)      | Selejtező (3) | Selejtező (3)   |
| 2014       | –               | –               | 1.kör         | Jerzy Janowicz      | 1.kör         | Jiri Vesely        | 3.kör         | Miloš Raonić    |
| 2015       | 1.kör           | Jürgen Melzer   | 1.kör         | Pablo Carreno Busta | 2.kör         | Stanislas Wawrinka | 1.kör         | Jack Sock       |
| 2016       | 1.kör           | Daniel Brands   | 2.kör         | Feliciano López     | 1.kör         | Marcel Granollers  | 1.kör         | João Sousa      |
| 2017       | 2.kör           | Bernard Tomic   | 2.kör         | Richard Gasquet     | 1.kör         | Ernests Gulbis     | –             | –               |
| 2018       | 1.kör           | Rafael Nadal    | Selejtező (1) | Selejtező (1)       | –             | –                  | Selejtező (3) | Selejtező (3)   |

## Győzelmei top 10-es játékos ellen évenként
| Szezon    | 2015 |
| Győzelmek | 1    |

### Győzelmei top 10-es játékos ellen részletesen
|      | Ellenfél    | Ranglista | Torna                        | Borítás | Forduló | Eredmény |
| 2015 |             |           |                              |         |         |          |
| 1.   | Marin Čilić | 9         | Barcelona Open Banc Sabadell | Salak   | 2. kör  | 6–4, 6–4 |